# جری ادلر
جری ادلر (انگلیسی: Jerry Adler؛ زادهٔ ۴ فوریهٔ ۱۹۲۹) یک هنرپیشه، و بازیگر سینما اهل ایالات متحده آمریکا است.

## گزیده فیلمشناسی
از فیلم‌ها یا برنامه‌های تلویزیونی که وی در آن نقش داشته‌است می‌توان به آثار زیر اشاره کرد.
- چشم عمومی (۱۹۹۲)
- معمای قتل منهتن (۱۹۹۳)
- برای بهتر یا بدتر (۱۹۹۵)
- بزرگتر از زندگی (۱۹۹۶)
- ۳۰ روز (فیلم ۱۹۹۹) (۱۹۹۹)
- در موقعیت او (فیلم) (۲۰۰۵)
- بهترین (فیلم) (۲۰۰۵)
- مرا گناهکار بدان (۲۰۰۶)
- بخش‌گویی، نیویورک (۲۰۰۸)
- عصبانی‌ترین مرد در بروکلین (۲۰۱۴)
- یک سال بسیار خشن (۲۰۱۴)
- سوپرانوز (۱۹۹۹–۲۰۰۷)
- بال غربی (مجموعه تلویزیونی) (۲۰۰۲)
- سی‌اس‌آی: میامی (۲۰۰۵)
- جنگ در خانه (مجموعه تلویزیونی) (۲۰۰۶)
- زیاد ذوق‌زده نشو (۲۰۱۱)
- همسر خوب (۲۰۱۱–۲۰۱۶)
- موتسارت در جنگل (۲۰۱۴)